# Blåvandshuk
Blåvandshuk est une municipalité du département de Ribe, à l'ouest du Jutland au Danemark.